# Route régionale 117 (Tunisie)
Pour les articles homonymes, voir Route 117.
La route régionale 117 ou RR117 est un axe routier secondaire de Tunisie qui relie Zarzis à Houmt Souk.
C'est le seul accès par la route entre l'île de Djerba et le continent.

## Tracé

### De Zarzis à la côte
De Zarzis, la route se dirige vers le Nord-Nord-Ouest et traverse l'agglomération de Chammakh (ou Chamakh), à proximité du stade municipal de l'Olivier où évolue la Zitouna sportive de Chammakh, club de football auquel la localité doit sa notoriété. La route passe le long d'un site archéologique correspondant à l'ancienne ville de Pons (ou Ponte) Zitha, et le tracé de la route se superpose avec l'ancienne route romaine.

### Franchissement du détroit
Après la jonction avec la route régionale 115 en provenance de Tataouine, la route quitte la terre ferme en passant sur un pont de 120 m de long (dédoublement en 2x2 voies sur un pont en cours de construction en 2023). Ces ponts correspondent à l'ancienne chaussée romaine de Djerba : le tracé se superpose avec une ancienne route romaine qui conduisait de Pons Zitha sur la terre ferme à Meninx sur l'île de Djerba. La route arrive sur l'île au village d'El Kantara (mot qui signifie « le pont » en arabe tunisien) et passe à proximité des ruines d'une tour construite après la destruction de la chaussée romaine pour contrôler les voyageurs et les cargaisons s'approchant de Djerba par bacs.

### Île de Djerba
Une fois sur Djerba, à El Kantara, la route constitue l'axe routier Nord-Sud principal de l'île et se dirige vers Houmt Souk en traversant les villages de Sedouikech et El May où la RR117 croise la route régionale 209 constituant l'axe Est-Ouest principal) et le village d'Oualegh dépendant de Houmt Souk, avant d'arriver dans la ville principale.

### Curiosité historique
Un événement historique célèbre sur cette route concerne l'un des (nombreux) épisodes de la destruction de la portion construite entre la terre ferme et Djerba : excédés par le corsaire Dragut qui conduit ses expéditions au départ de Djerba, l'armée espagnole et ses alliés commencent le blocus de l'île début avril 1551. Dragut dont la flotte est bloquée contre la chaussée romaine, fait creuser pendant les nuits un chenal de l'autre côté, dans le golfe peu profond de Boughrara, puis fait couper la chaussée d'El Kantara, allège au maximum ses bateaux, transporte le matériel et les armes sur des radeaux, et parvient à s'échapper vers la haute mer via le golfe en passant au Sud de l'ile, le 20 avril 1551, pour se diriger ensuite vers Tripoli, dont il s'empare en août 1551.